# Тимофеевка (Запорожская область)
Тимофеевка (укр. Тимофіївка) — село,
Радивоновский сельский совет,
Акимовский район,
Запорожская область,
Украина.
Код КОАТУУ — 2320385809. Население по переписи 2001 года составляло 53 человека.

## Географическое положение
Село Тимофеевка находится в месте впадения реки Молочная в Молочный лиман. Село состоит из одной улицы, идущей вдоль берега Молочного лимана и застроенной одним рядом домов. Лиман в этом месте мелкий, илистый, заросший камышами.
Из Тимофеевки на запад выходит дорога длиной 3 км, ведущая в Мирное, а на восток — просёлочная дорога, ведущая в Мордвиновку.

## История
Тимофеевка была основана в 1872 году, а в 1923 году переименована в Зелёный Луг. Зелёный Луг входил в состав Мелитопольского района.
Осенью 1943 года в районе Зелёного Луга велись очень упорные бои: советские войска преодолевали мощную линию укреплений «Вотан», возведённую немецкими войсками по правому берегу Молочной реки. В конце сентября — начале октября 1943 года части Красной Армии заняли плацдарм на правом берегу реки. Через плавни к ним шло подкрепление, но немецкие войска подожгли камыш, и несколько сотен советских бойцов заживо сгорели. Вокруг Тимофеевки до сих пор часто находят останки солдат и неразорвавшиеся боеприпасы времён войны.
В 1947 году Тимофеевке вернули её прежнее название, и она вошла в состав Радивоновского сельского совета Акимовского района. В 1947 году Тимофеевка ещё была хутором, но не позже 1979 года получила статус села.